# 戸田学
戸田 学（とだ まなぶ、1963年 - ）は、大阪府堺市生まれの作家・映画評論家。本名の姓が「高木」であることは著書で明かしているが、フルネームは非公表である。
落語、演芸、映画への造詣が深く、特に渥美清や黒澤明等の映画に精通している。

## 来歴・人物
学生時代は映画館を出入りする傍ら、落語の観賞に没頭していた。就職していた時期もあるが2代目桂枝雀に師事する。同時に米朝事務所のマネージャーも務め、テレビ局やラジオ局に出入りするようになり、番組制作にも携わる。現在は作家、番組構成として活動している。フリー。
2004年には「第33回上方お笑い大賞」で秋田實賞を受賞。2006年には、MBSラジオの番組『月極ラジオ』や『ドラマの風』に柏木宏之と共に出演した。柏木との出会いは『あまからアベニュー』での共演がきっかけ。
かつては『痛快!エブリデイ』の構成（金曜日→水曜日）を行っていた。他にも桂千朝と共に『京チャン! らくご』や『京チャン! いんたびゅう』（関西テレビ☆京都チャンネル）の案内役・構成で出演。2009年4月からは『アップ&UP!』の金曜コーナー・「エンジョイUP!（最新映画情報コーナー）」に「映画大好き 戸田さん」名義で出演していた。
2011年9月よりUSTREAMのトーク番組『トークへ行きたい』を、月2回配信開始。月の前半はゲスト、後半は放送作家の新野新を話し手に迎え、芸能、文化、政治、経済の情報を大阪から発信している。

## 著書
- 『凡児無法録 こんな話がおまんねや 漫談家・西條凡児とその時代』たる出版、2001年
- 『随筆 上方落語の四天王 松鶴・米朝・文枝・春団治』岩波書店、2011年
- 『随筆 上方落語 四天王の継承者たち』岩波書店、2013年
- 『上岡龍太郎 話芸一代』青土社、2013年（増補新版 2022年）
- 『上方落語の戦後史』岩波書店、2014年
- 『上方漫才黄金時代』岩波書店、2016年
- 『話芸の達人 -西条凡児・浜村淳・上岡龍太郎-』青土社、2018年
- 『随筆 上方芸能ノート -落語・漫才・興行-』青土社、2024年

## 編書・他
- 『桂春団治 はなしの世界』（旭堂南陵・桂文枝・上方柳次著、豊田善敬と共編、東方出版、1996年4月、ISBN 4885914809）
- 『米朝・上岡が語る昭和上方漫才』（桂米朝・上岡龍太郎著、戸田学企画・構成、朝日新聞社、2000年6月）
- 『桂米朝集成 第1巻』（豊田善敬と共編、岩波書店、2004年11月、ISBN 4000261479）
- 『桂米朝集成 第2巻』（同上、2004年12月、ISBN 4000261487）
- 『桂米朝集成 第3巻』（同上、2005年1月、ISBN 4000261495）
- 『桂米朝集成 第4巻』（同上、2005年2月、ISBN 4000261509）
- 『桂米朝座談 1・2』（豊田善敬共編、岩波書店、2005年12月-2006年1月、ISBN 4000224565・ISBN 4000224573）
- 『六世笑福亭松鶴はなし』（笑福亭松鶴著、岩波書店、2004年7月、ISBN 4000025864）
- 『いとし こいし 漫才の世界』（喜味こいし、岩波書店、2004年9月、ISBN 4000221434）
- 『いとし こいし 想い出がたり』（喜味こいし、聞き手、岩波書店、2008年6月、ISBN 4000221647）
- 『浜村淳の浜村映画史 ―名優・名画・名監督―』（浜村淳、青土社、2017年3月、ISBN 4791769740)
- 『何はなくとも三木のり平 父の背中越しに見た戦後東京喜劇』（小林のり一、青土社、2020年10月、ISBN 479177308X）

## 出演番組
- USTREAM「トークへ行きたい」
- MBSラジオ「浜村淳の想い出は映画でいっぱい」（年1回）
- ABCラジオ「音の名画座」（不定期。年5～6回の映画音楽番組。和沙哲郎アナウンサーと）
- CS寄席チャンネル「特選! 上方落語」（毎週月曜日、ナビゲーター役）

## 関連人物
- 秋田實
- 三田純市
- 日沢伸哉
- 柏木宏之